# Alexandre Étard
Alexandre Léon Étard (1852-1910) fue un químico francés. Nació el 5 de enero de 1852 en Alençon,  y murió el 1 de mayo de 1910 en París .  
Étard fue preparador en el Laboratorio Wurtz de la École Pratique des Hautes Études y se convirtió en miembro de la Société de Chimie Industrielle en 1875. Él estudió en la Sorbona y obtuvo un doctorado en Ciencias Físicas en 1880. 
Étard descubrió la reacción de oxidación de grupos metilo unidos a anillos aromáticos o a heterociclos utilizando cloruro de cromilo, conocida como reacción de Étard . El cloruro de cromilo a veces también se denomina "reactivo de Étard".

## Publicaciones
- Les Nouvelles Théories chimiques, París, G. Masson, 1895OCLC 457692210 .
- La biochimie et les chlorophylles, Masson et Cie (París), 1906. Texto en línea disponible en IRIS